# 70-та гвардійська мотострілецька дивізія (СРСР)
70-та гвардійська Глухівська ордена Леніна, двічі Червонопрапорна, орденів Суворова, Кутузова і Богдана Хмельницького мотострілецька дивізія — стрілецька дивізія, загальновійськове з'єднання Збройних Сил СРСР.

## Історія

### Друга світова війна і формування
Дивізія сформована у вересні 1939 року в Калінінській області на базі 301-го стрілецького полку 48-ї стрілецької дивізії імені Калініна як 138-ма стрілецька дивізія (I формування).

### Радянсько-фінська війна
Під час війни з Фінляндією перебувала в складі 7-ї армії. 24 жовтня 1939 року відправлена в тил на переформування, а в кінці листопада знову перекинута на Карельський перешийок. З 5 по 9 грудня — в резерві. Потім входила до складу 50-го стрілецького корпусу. З 27 грудня 1939 року по 26 січня 1940 року, знову перебувала в армійському резерві. У лютому — на початку березня брала участь в боях за укріплений район Сумма-Хотинен Лінії Манергейма, наступала на в Юля-Соммі, Паппіланніемі, Кейхясніемі і Кууппойсіінсаарі. 10 березня 1940 року виведена у фронтовий резерв, а у квітні відправлена з Ленінграда в Закавказький військовий округ. За бойові заслуги в радянсько-фінській війни 1939—1940 років нагороджена орденом Червоного Прапора.

### Німецько-радянська війна
У квітні 1941-го дивізія переформована на гірськострілецьку і до березня 1942 року існувала як 138-ма гірськострілецька дивізія: з червня 1941 року і до січня 1942-го займала оборону на кордоні з Туреччиною у Вірменії. З січня 1942 року — в складі діючої армії. Входила до 51-ї, 44-ї, 64-ї армій. Брала участь в оборонних боях у Криму, на Таманському півострові і Північному Кавказі.
Брала участь у Сталінградській битві: передана зі складу 64-ї в 62-гу армію. У ніч проти 16 жовтня переправилася через Волгу, в Сталінграді тримала оборону в районі заводу «Барикади». 11 листопада дивізія була відрізана від частин 62-ї армії на невеликій ділянці 700 метрів по фронту та 400 метрів у глибину і протягом 40 діб вела бої в оточенні. За відвагу, стійкість і героїзм особового складу, проявлені в Сталінградській битві, 6 лютого 1943 року 138-му дивізію перейменували на 70-ту гвардійську стрілецьку дивізію.
70-та гвардійська в складі 13-ї, 70-ї, 60-ї, а з кінця січня 1944 року 38-ї армій, брала участь у битві на Курській дузі, визволенні України, Польщі та Чехословаччини.
У липні 1943 року в районі села Ольховатка на північному фасі Курської дуги протягом п'яти діб дивізія тримала оборону на напрямку головного удару. Втрати противника за ці дні становили 500 танків і 42 тисячі солдатів і офіцерів. 12 липня німці припинили спроби прорватися до Ольховатки, а 15 липня війська Центрального фронту перейшли в контрнаступ. За мужність, героїзм і стійкість в обороні дивізія була нагороджена орденом Леніна, а особовий склад отримав подяку Верховного головнокомандувача.
З'єднання відзначилося в боях за визволення Глухова на Сумщині. В ознаменування звільнення Глухова наказом Верховного Головнокомандувача від 31 серпня 1943 року 70-та гвардійська стрілецька дивізія удостоєна почесного найменування «Глухівська». Форсувавши річку Сейм, звільнивши Батурин і Городище, дивізія вийшла до Бахмача, який був звільнений до ранку 9 вересня. За звільнення Бахмача дивізія нагороджена орденом Червоного Прапора. 19 вересня форсувавши Десну вийшла до Дніпра. У ніч проти 23 вересня полки дивізії форсували Дніпро — почались запеклі бої за утримання плацдарму, які тривали до 4 листопада.
12 листопада, зробивши 150-кілометровий марш в район Брусилова, дивізія зайняла оборону. Противник кинув в контрудар великі сили піхоти і танкову дивізію СС «Мертва голова». З боями дивізія відійшла до Стремигорода, але змогла закріпитися на його західних околицях. 20 грудня німці чисельністю до двох полків мотопіхоти за підтримки танків дивізії СС «Адольф Гітлер» зайняли Стремигород, але їх вибили звідти наступної доби. Урешті-решт, долаючи запеклий опір противника, 13-та армія перейшла в наступ.
11 березня 1944 року дивізію ввели в бій за селище Липовець. Після завзятого чотиригодинного бою Липовець відвоювали. Полки дивізії, попри бездоріжжя, долаючи впертий опір противника, просувалися до Вінниці, яку визволили 20 березня. За участь у визволенні Вінниці 70-та гвардійська стрілецька дивізія нагороджена орденом Богдана Хмельницького 2-го ступеня.
1 квітня 1944 року 70-та гвардійська стрілецька дивізія, спільно з 221-ю і 211-ю стрілецькими дивізіями і 4-ю танкової армією звільнили Кам'янець-Подільський. В районі Тлумача запеклі бої тривали до кінця квітня, а 8 травня дивізія зайняла оборону на правому березі Дністра. 30 травня дивізії був вручений орден Леніна.
14 липня полки дивізії почали наступ і форсувавши річку Гнила Липа сходу оволоділи Перемишлянами, а потім, 27 липня звільнили Бібрку. Львів був відвойований 28 липня.
Дивізія вела запеклі бої на півдні Польщі, в районі Кракова, Кросно, Ясло. 3 жовтня полки дивізії перетнули польсько-чехословацький кордон, а 26 жовтня, переслідуючи відступаючого противника, досягли Одра.
23 березня 1945 року, прорвавши оборону противника, 30 квітня дивізія форсувала річку і оволоділа містом Моравська Острава — потужним опорним пунктом і великим промисловим центром. За здобуття Острави дивізію нагороджено орденом Кутузова 2-го ступеня.
6 травня зі складу сил 101-го стрілецького корпусу створено рухому групу, до якої увійшла й 70-та гвардійська стрілецька дивізія. Вранці 8 травня рухома група здійснила марш на Прагу. Долаючи опір противника, 9 травня 1945 року дивізія вступила до столиці Чехословаччини — Праги.
За період війни дивізія визволила 668 населених пунктів, серед них міст — 65, сіл — 527, містечок — 22, залізничних станцій — 34, хуторів і селищ — 20. Тридцяти дев'ятьом воїнам дивізії присвоєно звання Героя Радянського Союзу, сім стали повними кавалерами ордена Слави. Особовому складу дивізії оголошено 15 подяк Верховного Головнокомандувача.

### Холодна війна
По завершенні війни з'єднання залишалося стрілецькою дивізією Прикарпатського військового округу. Дислокувалася у Івано-Франківську. У 1957 році дивізію переформували на мотострілецьку. На початок 1991 року 70-та гвардійська мотострілецька дивізія мала штатний для мотострілецької дивізії танковий парк на танках Т-55, мотострілецькі полки з'єднання були «позначені»,[уточнити] а вся дивізійна артилерія представлена реактивним дивізіоном артполку.

### Розпад СРСР
У грудні 1991 року дивізію переформували у 857-му базу зберігання, а в 1993 році — розформували. Бойовий Прапор дивізії, нагороди і документи передані в Національний музей історії Великої Вітчизняної війни 1941—1945 років.

## Бойовий склад

### 1939
- 554-й стрілецький полк,
- 650-й стрілецький полк,
- 768-й стрілецький полк,
- 298-й легкий артилерійський полк,
- 198-й окремий батальйон зв'язку,
- 155-й розвідувальний батальйон,
- 179-й саперний батальйон,
- 436-й окремий танковий батальйон.

### 1943
- 203-й гвардійський стрілецький полк,
- 205-й гвардійський стрілецький полк,
- 207-й гвардійський стрілецький полк,
- 137-й гвардійський артилерійський полк,
- 74-й гвардійський окремий винищувальний протитанковий дивізіон,
- 77-ма зенітна артилерійська батарея (до 20.о4.1943)
- 69-та гвардійська розвідувальна рота,
- 77-й гвардійський саперний батальйон,
- 99-й гвардійський окремий батальйон зв'язку,
- 580-й (76-й) медико-санітарний батальйон,
- 72-га гвардійська окрема рота хімзахисту,
- 718-та (73-тя) автотранспортна рота.

### 1991
- 203-й гвардійський механізований Львівський Червонопрапорний орденів Суворова та Богдана Хмельницького полк (Надвірна),
- 205-й гвардійський механізований Ясловський Червонопрапорний ордена Суворова полк (Івано-Франківськ),
- 207-й гвардійський механізований Червонопрапорний орденів Суворова і Олександра Невського полк (Коломия),
- 104-й танковий полк (Коломия),
- 137-й гвардійський артилерійський Львівський Червонопрапорний полк (Івано-Франківськ),
- 1159-й зенітний ракетний полк (Криківці),
- 1286-й окремий протитанковий артилерійський дивізіон (Івано-Франківськ),
- 91-й окремий розвідувальний батальйон (Івано-Франківськ),
- 99-й окремий батальйон зв'язку (Івано-Франківськ),
- 77-й окремий інженерно-саперний батальйон (Коломия),
- 643-й окремий батальйон матеріального забезпечення (Івано-Франківськ),
- 29-й окремий ремонтно-відновлювальний батальйон (Івано-Франківськ).

Всього на 19 листопада 1990 року дивізія мала 192 танків (Т-55, Т-64), 50 БМП-1, 24 БТР (БТР-70, БТР-60), 3 САУ 2СЗ «Акація», 12 РСЗВ БМ-21 «Град».

## Командири дивізії з 1939 по 1945 рр.
138-ма стрілецька дивізія
- комбриг Пастревіч А. І. (до 25.12.1939),
- комбриг Хадеєв О. О. (з 25.12.1939),
- генерал-майор Іщенко Я. А. (1941 рік),
- полковник Ягунов П. М. (1941-29.03.1942),
- полковник Пименов М. Я. (30.03.1942 — 15.05.1942),
- полковник Людников І. І. (16.05.1942 — 06.02.1943).

70-та гвардійська стрілецька дивізія
- гвардії полковник Людников І. І. (07.02.1943 — 19.06.1943, з 27.01.1943 генерал-майор),
- гвардії полковник Гусєв І. А. (20.06.1943 — 29.04.1944, з 01.09.1943 генерал-майор),
- гвардії полковник Андрієнко Т. А. (30.04.1944 — 04.07.1944),
- гвардії генерал-майор Гусєв І. А. (05.07.1944 — 25.02.1945),
- гвардії генерал-майор Григор'єв Д. Я. (26.02.1945 — 10.03.1945)
- гвардії полковник Гредінаренко Леонід Іванович (11.03.1945 — 11.05.1945).